# Gabe Grunewald
Gabriele Anderson-Grunewald, detta Gabe (Perham, 25 luglio 1986 – Minneapolis, 11 giugno 2019), è stata una mezzofondista statunitense.

## Biografia
Il suo primo e unico titolo nazionale risale al 2014, quando divenne campionessa statunitense indoor dei 3000 metri piani. Il titolo non le fu immediatamente assegnato, in quanto Alberto Salazar, allenatore della seconda classificata Jordan Hasay, fece appello a causa di un contatto avvenuto tra Grunewald e Hasay. Jordan Hasay successivamente ritirò l'appello e Gabe Grunewald tornò a vesitre la maglia di campionessa nazionale, che le permise di qualificarsi ai campionati mondiali indoor che si sarebbero svolti di lì a poco a Sopot, in Polonia. In quest'occasione Grunewald si classificò nona.
Nel 2009 le fu diagnosticato un carcinoma adenoido-cistico, che costrinse i medici a rimuoverle la ghiandola salivare nello stesso anno. Due anni dopo le fu asportata anche la tiroide. Il 26 agosto 2016 fu sottoposta a un intervento per la rimozione di un tumore del fegato, che portò anche alla rimozione di una parte dell'organo. Questa sua situazione la portò a fondare la Brave Like Gabe Foundation nel 2018, con l'obiettivo di sostenere la ricerca contro i tumori rari e migliorare le condizioni di vita dei sopravvissuti al cancro attraverso l'attività sportiva. Sottoposta a cure palliative, Grunewald morì l'11 giugno 2019.

## Palmarès
| Anno | Manifestazione  | Sede  | Evento       | Risultato | Prestazione | Note |
| ---- | --------------- | ----- | ------------ | --------- | ----------- | ---- |
| 2014 | Mondiali indoor | Sopot | 3000 m piani | 9ª        | 9'11"76     |      |

## Campionati nazionali
- 1 volta campionessa nazionale indoor dei 3000 m piani (2014)

## Altre competizioni internazionali
2014
- 6ª in Coppa continentale ( Marrakech), 3000 m piani - 9'05"58